# کورملا
کورملا یکی از روستاهای استان آذربایجان شرقی است که در دهستان عباس غربی بخش تیکمه‌داش شهرستان بستان‌آباد واقع شده‌است.این روستا ۸۸ نفر جمعیت دارد.

## آب و هوا
این روستا به دلیل قرار گرفتن در بین کوه ها دارای آب و هوای سرد میباشد و در تابستان هوایی خنک و فوق العاده دارد.

## آب آشامیدنی
آب آشامیدنی روستا دارای سنگینی پایینی بوده و برای دفع سنگ کلیه فوق العاده مناسب می‌باشد.